# Trichomanes speciosum
Trichomanes speciosum là một loài thực vật có mạch trong họ Hymenophyllaceae. Loài này được Willd. miêu tả khoa học đầu tiên năm 1810.

## Hình ảnh

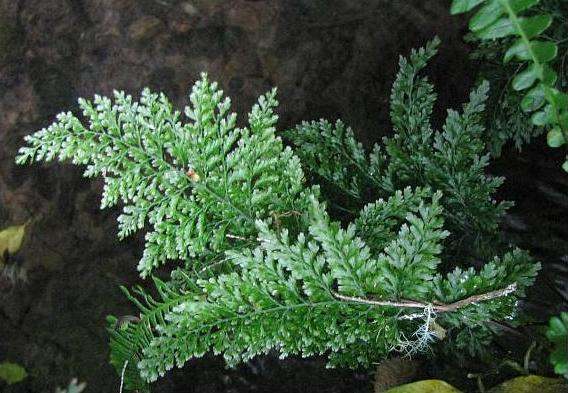
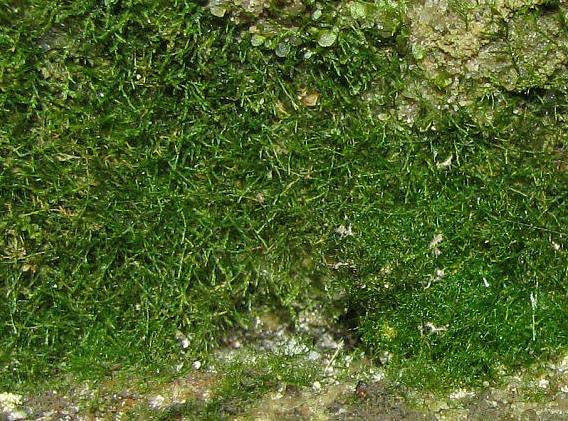